# Вторые
«Вторые» (англ. Seconds — «Секунды», «Второй шанс») — драматический триллер в стиле нуар американского режиссёра Джона Франкенхаймера, вышедший в 1966 году, третья часть его «параноидальной трилогии», включающей также фильмы «Маньчжурский кандидат» и «Семь дней в мае».

## Сюжет
Артур Гамильтон — бизнесмен, в ближайшем будущем — президент банка, женат, имеет взрослую замужнюю дочь. Его жизнь может показаться благополучной, но он устал от всего. Фильм начинается с того, что неизвестный, окликнув Артура на вокзале, вручает ему адрес. В тот же вечер ему звонит незнакомец, представляющийся его покойным другом Чарли, и назначает время прихода по указанному адресу, порекомендовав прийти под фамилией Уилсон. На указанном месте Артур находит прачечную, где никто не ожидал его приезда. Один из рабочих вручает ему другой адрес, объяснив, что «их здесь уже нет». По указанному адресу Артур находит мясную фабрику, с которой его отвозят в фургоне в офис некоей компании.
В приемной его угощают чаем со снотворным. Артуру снится, что он проникает в комнату к незнакомой девушке и насилует её. Проснувшись, он не находит выхода из здания. Его направляют обратно в приемную, где некий человек (секретарь) предлагает ему начать совершенно новую жизнь: изменить внешность, род деятельности, место жительства, круг знакомств и др, симулировав смерть. Когда Артур отказывается, секретарь демонстрирует ему компрометирующее видео с изнасилованием — то, что Артур видел во сне. Потом его уговаривает старик, возглавляющий данную компанию, заставляя Артура задуматься о важности его жизни. Артур соглашается, и ему делают пластическую операцию, полностью изменив внешность, отпечатки пальцев, голос и другие данные, затем наращивают мышечный тонус. 
В газетах публикуют сообщение о том, что Артур Гамильтон погиб при пожаре в номере отеля. После физической реабилитации Ему вручают новые документы (на имя Антиоха Уилсона): паспорт, дипломы самых престижных учебных заведений и др. — все подлинные и действительные. Ему предоставляют дом в Калифорнии (действие до этого происходило в Нью-Йорке) со слугой-сотрудником компании по имени Джон. Антиох Уилсон — известный художник (юношеская мечта Артура Гамильтона). Он одинок, но однажды на пляже знакомится с девушкой по имени Нора Маркус, также сбежавшей от надоевшей жизни. 
Они весело проводят время вдвоем и в компании хиппи — друзей Норы, но однажды решают (по совету Джона) познакомиться и с соседями. Они устраивают коктейльную вечеринку. Во время беседы с гостями напившийся Антиох случайно произносит своё старое имя — Артур Гамильтон. Сразу выясняется, что все гости — такие же перерожденные, как и он, а Нора — сотрудница компании. Антиох/Артур возвращается в Нью-Йорк и встречается с бывшей женой Эмили, представляясь знакомым Артура. Она говорит, что психологически Артур умер задолго до пожара в отеле, и отдает ему на память кубок, выигранный Артуром в студенческие годы. 
Он изъявляет Джону желание предпринять новую попытку перерождения. Ему ставят условие — перед перерождением порекомендовать нового клиента. Он не может никого предложить. Его направляют в зал дневного ожидания, где он встречает «покойного» друга Чарли. У них начинается разговор, который перебивает служитель, вызвавший Чарли на новую операцию. Антиох/Артур ссорится с секретарем и проигрывает. После его ухода секретарь звонит в отдел поставки трупов. Той же ночью к Антиоху/Артуру приходит старик-владелец и рассказывает, как он в молодости основал эту компанию и готов был все бросить, когда стали поступать первые жалобы. Потом подходят врачи и священник, погружают Антиоха/Артура на каталку и ввозят в операционную, намереваясь убить его так, чтобы всё выглядело как смерть в автокатастрофе. Уже во время операции, в последние секунды жизни, он вспоминает, как гулял с маленькой дочерью по пляжу.

## В ролях
| Актёр                   | Роль                                           |
| ----------------------- | ---------------------------------------------- |
| Рок Хадсон              | Антиох «Тони» Уилсон                           |
| Салом Дженс             | Нора Маркус                                    |
| Джон Рэндольф           | Артур Гамильтон                                |
| Уилл Гир                | старик, владелец компании                      |
| Джефф Кори              | мистер Руби                                    |
| Ричард Андерсон         | доктор Иннс                                    |
| Мюррей Гамильтон        | Чарли Эванс                                    |
| Карл Свенсон            | доктор Моррис                                  |
| Най Диех                | Давало                                         |
| Фрэнсис Рейд            | Эмили Гамильтон                                |
| Уэсли Эдди              | Джон                                           |
| Джон Лоуренс            | техасец                                        |
| Элизабет Фрейзер        | полная блондинка (коллекционирует секты)       |
| Доди Хит                | Сью Бушман                                     |
| Роберт Брубейкер        | Мэйберри                                       |
| Барбара Верле           | секретарша Артура                              |
| Фрэнк Кампанелла        | человек на станции (даёт Артуру адрес)         |
| Эдгар Стэнли            | работник, давший Артуру адрес фабрики          |
| Арон Магидоу            | работник мясной фабрики                        |
| Де Де Янг               | медсестра                                      |
| Франсуаза Руджери       | девушка, изнасилованная Артуром                |
| Том Конрой              | сотрудник зала дневного ожидания               |
| Нед Янг                 | Генри Бушмен                                   |
| Дороти Моррис           | миссис Филтер                                  |
| Кирк Дункан             | мистер Филтер                                  |
| Уильям Ричард Уинтерсол | доктор в операционной (убивает Антиоха/Артура) |

## Факты
- «Вторые» — единственный фильм «параноидальной трилогии», не затрагивающий военную тематику. И «Маньчжурский кандидат», и «Семь дней в мае» — политические триллеры о военных, раскрывающих крупные заговоры, тогда как в данном фильме война, военные и др. не упоминаются ни единым словом.
- Сюжет «Вторых» схож с сюжетом политического триллера Стэнли Крамера «Принцип домино» (1977) — фильма о заключённом, получившем свободу благодаря некоей организации в обмен на неназванную услугу в будущем. Узнав, что данная услуга — убийство, герой объявляет организации войну и убивает нескольких её сотрудников. Финальные кадры намекают на убийство героя.